# Stan Reynolds
Stanley Brian „Stan“ Reynolds (* 16. Januar 1926 in Lincoln; † 14. April 2018 in London) war ein britischer Jazzmusiker (Trompete).

## Leben und Wirken
Stanley Reynolds begann seine Musikerkarriere, als er mit 14 Jahren mit dem Tommy Sampson Orchestra tourte. 1948 spielte er bei Ted Heath and His Music, ab den 1950er-Jahren arbeitete er außerdem mit Vic Lewis, Dave Shepherd, Kenny Baker, Johnny Keating, Louie Bellson und Buddy Rich. Als Sessionmusiker war er als Solist am White Album der Beatles mit einem Trompetensolo in Martha My Dear beteiligt.  Unter eigenem Namen spielte er 1975 das Bigband-Album The Greatest Swing Band in the World...is British (PYE) ein. In den 1980er-Jahren arbeitete er noch mit Barbara Thompson und Chris Smith. Im Bereich des Jazz war er zwischen 1948 und 1989 an 84 Aufnahmesessions beteiligt.